# Joscelyn Roberson
Joscelyn Roberson (Texarkana, 8 de febrero de 2006) es una deportista estadounidense que compite en gimnasia artística. Ganó una medalla de oro en el Campeonato Mundial de Gimnasia Artística de 2023, en la prueba por equipos.

## Palmarés internacional
| Campeonato Mundial | Campeonato Mundial | Campeonato Mundial | Campeonato Mundial   |
| Año                | Lugar              | Medalla            | Prueba               |
| ------------------ | ------------------ | ------------------ | -------------------- |
| 2023               | Amberes (Bélgica)  | Medalla de oro     | Concurso por equipos |